# روبرت بوربانو
روبرت بوربانو هو لاعب كرة قدم إكوادوري، ولد في 27 سبتمبر 1970 في ريوبامبا ‏ في الإكوادور. شارك مع منتخب الإكوادور لكرة القدم. أما مع النوادي، فقد لعب مع إل. دي. يو. كيتو وديبورتيفو كوينكا وسوسيداد ديبورتيفو كيتو ونادي ديبورتيفو إل ناسيونال.

## وصلات خارجية
- روبرت بوربانو على موقع قاعدة بيانات كرة القدم.إي يو (الإنجليزية)
- روبرت بوربانو على موقع ناشيونال فوتبول تيمز (الإنجليزية)
- روبرت بوربانو على موقع عالم كرة القدم.نت (الإنجليزية)